# Pamphagus djelfensis
Pamphagus djelfensis är en insektsart som beskrevs av Vosseler 1902. Pamphagus djelfensis ingår i släktet Pamphagus och familjen Pamphagidae. Inga underarter finns listade i Catalogue of Life.